# Frutinha

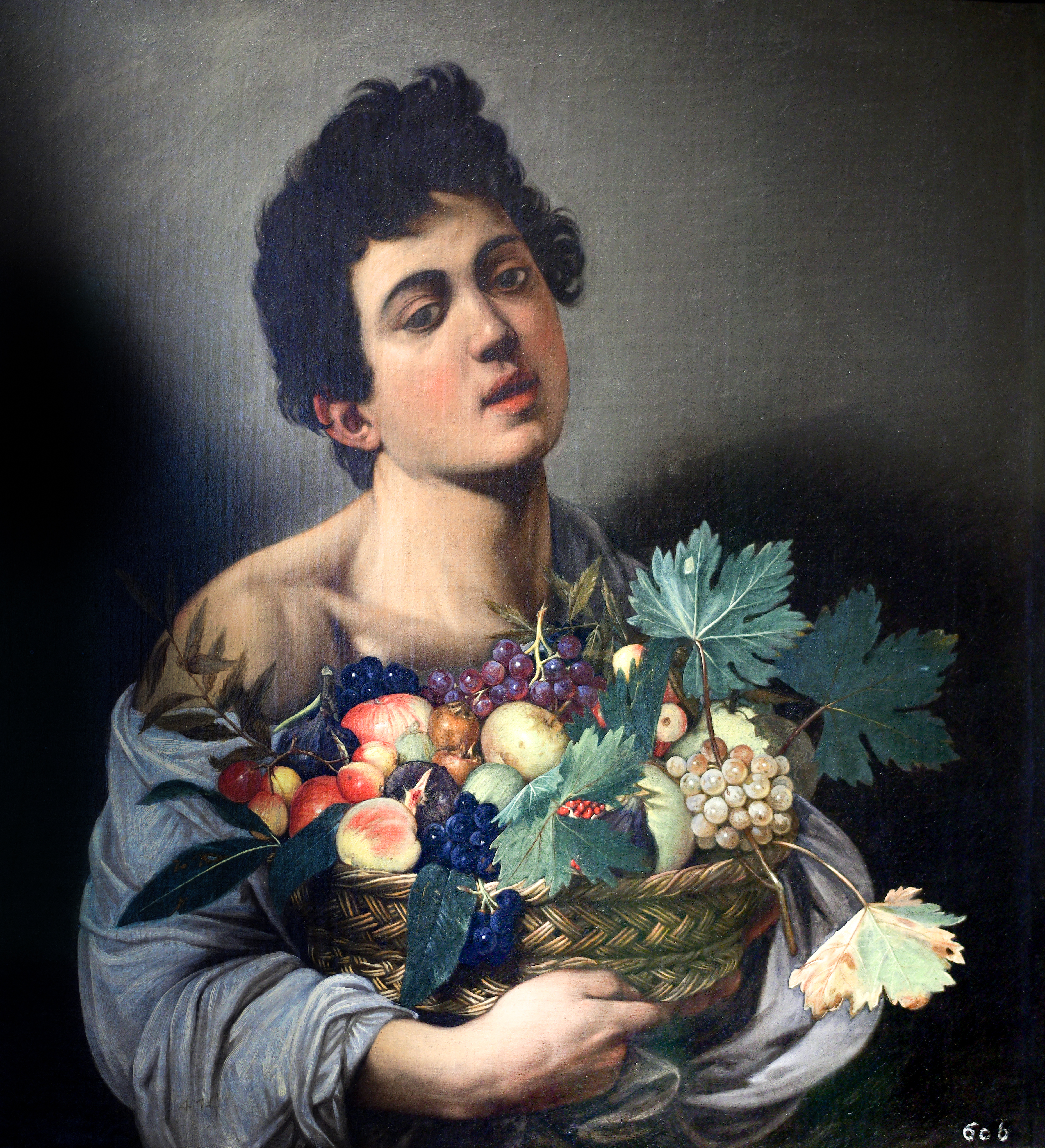
Rapaz com Cesto de Frutas, por Michelangelo

Fruta ou frutinha (em inglês: fruit ou fruity), assim como suas muitas variações, são gírias ou mesmo gírias sexuais de origens diversas. Esses termos têm sido frequentemente usados de forma depreciativa para se referir a pessoas LGBT . Geralmente usados como pejorativos, os termos também foram reapropriados como termos internos de carinho ou afeto nas comunidades LGBT . Muitas referências da cultura pop moderna na vida noturna gay, como "Fruit Machine" e "Fruit Packers", foram apropriadas para recuperar o uso, semelhante ao queer .

## Origem e uso histórico
Em A Dictionary of Epithets and Terms of Address, a autora Leslie Dunkling rastreia o uso amigável da frase old fruit (e raramente old tin fruit, significando "fruta de lata velha") até a década de 1920 na Grã-Bretanha, possivelmente derivada da frase fruit of the womb (fruta do útero). Nos Estados Unidos, entretanto, tanto a palavra fruta quanto a frase bolo de frutas (em inglês, fruitcake) são vistas como negativas, sendo bolo de frutas provavelmente originário de "noz como um bolo de frutas" (uma pessoa louca).

### Gírias rimando com costermongers e cockney

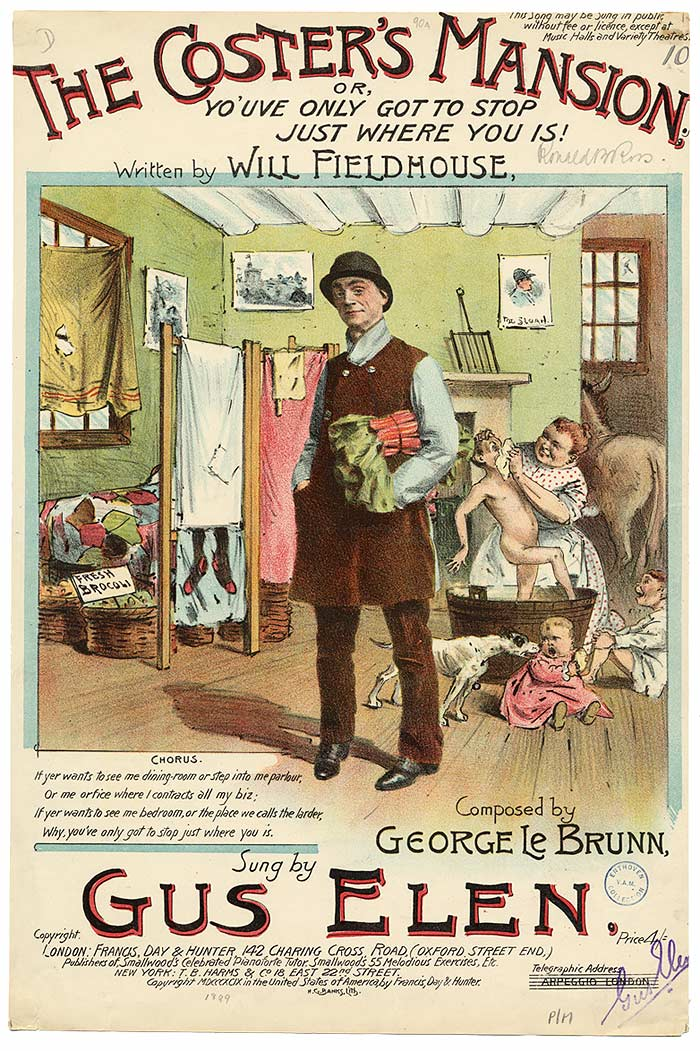
The Coster's Mansion, partituras de 1899

Um costermonger (fruteiro, em tradução livre) era um vendedor ambulante de frutas e legumes. O termo, que derivou das palavras costard (um tipo de maçã)  e traficante (em inglês, monger), ou seja, "vendedor", passou a ser particularmente associado aos "garotos do carrinho de mão" de Londres, que vendiam seus produtos em um carrinho de mão ou mercado de rodas. Fruteiros existem em Londres pelo menos desde o século XVI, quando foram mencionados por Shakespeare e Marlowe e foram provavelmente mais numerosos durante a era vitoriana, quando se dizia que eram mais de 30.000 em 1860. Eles ganharam uma reputação bastante desagradável por seus "maus hábitos, imprevidência geral, amor ao jogo, falta total de educação, desrespeito pelas cerimônias de casamento legais e uso de uma gíria peculiar". Dois exemplos de sua gíria referem-se às batatas como "laranjas do pântano", provavelmente desenvolvidas a partir da frase "fruta irlandesa", também referindo-se às batatas e "cool the delo nammow", que significa 'cuidado com aquela velha' com o palavras essencialmente ao contrário; cool (olhar), delo (velho) e nammow (mulher).
A partir do East End de Londres, desenvolveu-se a gíria rimada cockney tradicional, que funciona pegando duas palavras relacionadas por meio de uma frase curta e usando a primeira palavra para representar uma palavra que rima com a segunda. Por exemplo, a mais popular dessas gírias usadas em todo o Reino Unido é provavelmente "telling porkies", que significa "mentiras", já que "tortas de porco" rima com mentiras. "Tudo bem, minha fruta velha?" é um exemplo disso, já que "goma de fruta" (fruit gum) é traduzido como "chum" (um amigo ou conhecido).
O Cassell's Dictionary of Slang traça o uso de fruta, significando uma vítima fácil no final do século XIX e também como uma pessoa excêntrica (junto com bola de frutas (fruitball), cesta de frutas (fruit basket) e comerciante de frutas (fruit merchant)).

### Como gíria gay
Frutas como gíria ou calúnia gay estão entre o léxico do criptoleto Polari usada na subcultura gay na Grã-Bretanha, que se tornou mais popular com viagens transcontinentais e comunicação online . Ainda há debate sobre como Polari se originou, mas suas origens remontam pelo menos ao século XIX e tem múltiplas origens e rotas de disseminação com pesquisadores encontrando uma base relativamente pequena de menos de duas dúzias comuns (palavras universais) complementadas por frases regionais. Acredita-se que seja transmitido quase exclusivamente pela história oral e pelo ensino e foi encontrado em profissões itinerantes, como as da indústria da vela e do entretenimento itinerante (como shows de menestréis e circos). Em Polari, fruta significa rainha, que na época e ainda hoje é um termo para gays e pode ser usado positiva ou negativamente dependendo do falante, do uso e da intenção.
Várias origens da palavra fruta usada para descrever homens gays são possíveis, e a maioria deriva dos conceitos linguísticos de insultar um homem comparando-o ou chamando-o de mulher. Na pesquisa de Edita Jodonytë e Palmina Morkienë Sobre Atitudes Sexistas em Inglês elas observam que "palavras associadas a mulheres tornam-se totalmente depreciativas quando aplicadas a homens" e "[Quando] a linguagem oprime, ela o faz por qualquer meio que degrade e menospreze." Comparar um homem gay a uma fruta, suave e tenra, afeminada, como uma mulher, possivelmente ganhou uso quase universal porque tanto as pessoas LGBT quanto as frutas são encontradas em quase todos os lugares. Em Um dos Meninos: Homossexualidade nas forças armadas durante a Segunda Guerra Mundial, o autor Paul Jackson escreve "uma série de palavras que originalmente se referiam a prostitutas passaram a ser aplicadas a homens afeminados ou queer" - "rainha, punk, gay, bicha, fada e fruta".
Do "Dicionário de Inglês Obsoleto e Provincial de 1857: contendo palavras de escritores ingleses anteriores ao século XIX que não são mais usadas ou não são usadas no mesmo sentido. E palavras que agora são usadas apenas nos dialetos provinciais" (por exemplo, todas as partes da Inglaterra, exceto Londres), várias rotas parecem prováveis, cockney era "um menino afeminado que vendia frutas e verduras, enquanto cobble (calçada) é o caroço de uma fruta que também é atualmente definida como testículos da gíria cockney rimada "furadores de sapateiro", que significa "bolas" e blow foi o florescimento de uma árvore frutífera e é amplamente usado como a definição Polari para sexo oral em um homem fazendo-o "soprar" (blow, ejacular).

### Bolo de frutas

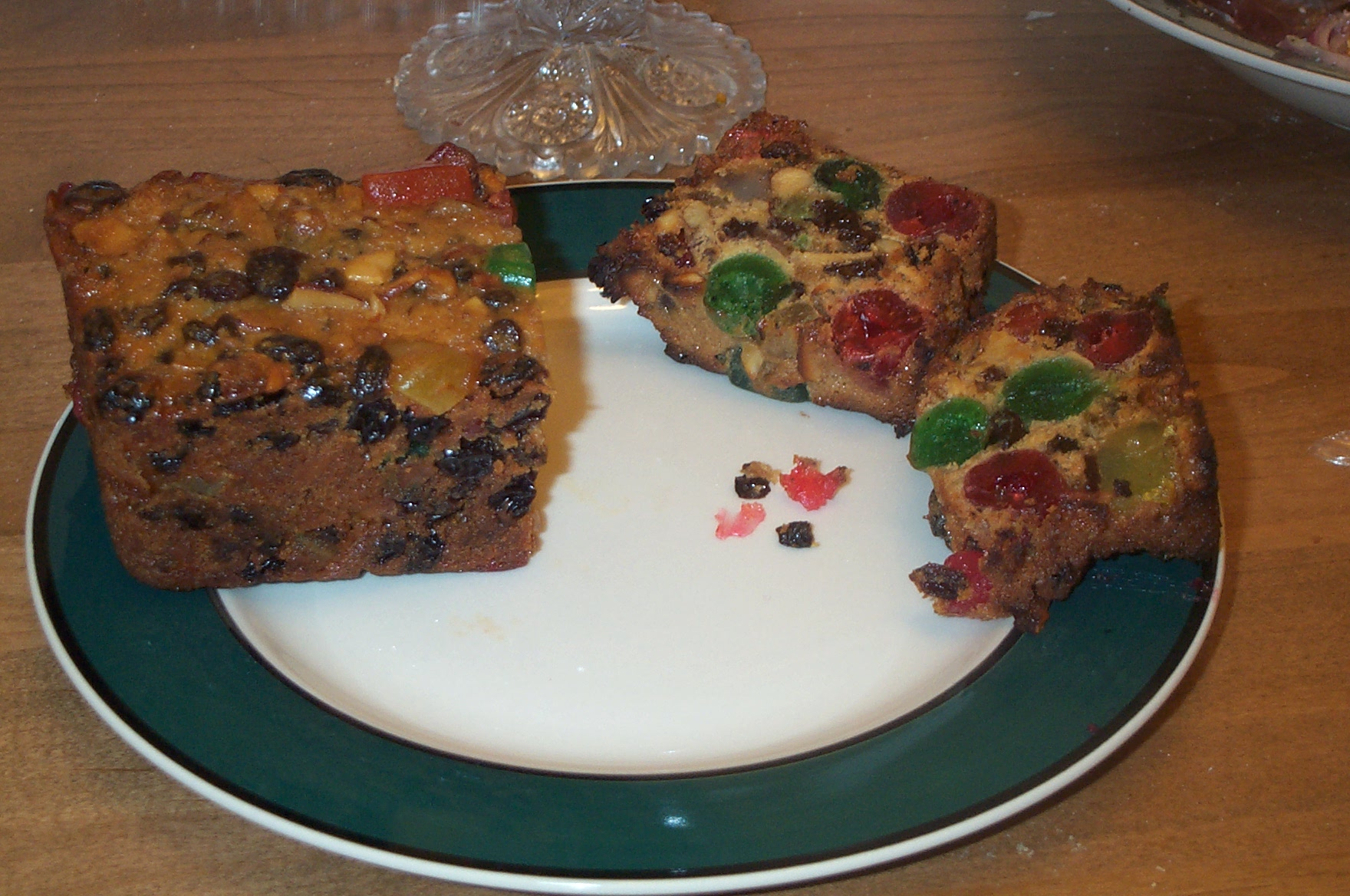
Uma versão norte-americana de um bolo de frutas que contém frutas e nozes

Fruitcakes, que são bolos contendo frutas e nozes, existem desde a Idade Média, mas não está nítido quando o termo começou a ser usado depreciativamente, especialmente no Reino Unido e nos Estados Unidos, como um insulto para um 'pessoa louca' (por exemplo, "ele é um bolo de frutas completo"), embora o Dicionário de Gíria de Cassell rastreou o uso de bolo de frutas, significando uma pessoa excêntrica (louca), até a década de 1910. É derivado da expressão "noz como bolo de frutas", que foi registrada pela primeira vez em 1935. Uma noz pode ser uma semente ou uma fruta.
Nos anos 1930, tanto os termos "fruta" quanto "bolo de frutas" passaram a ser vistos não apenas de forma negativa, mas também como referências à homossexualidade, embora talvez não de forma universal. Pessoas LGBT eram amplamente diagnosticadas como doentes e com potencial de cura, sendo frequentemente "tratadas" com castração, lobotomias, cirurgias do nervo pudendo e tratamento de eletrochoque. Devido a isso, transferir o significado de "bolo de frutas" para alguém considerado insano ou louco pode ter parecido razoável na época, e muitos aparentemente acreditavam que pessoas LGBT eram mentalmente instáveis. Nos Estados Unidos, as instituições psiquiátricas (hospitais mentais, manicômios ou hospícios) onde muitos desses procedimentos eram realizados eram chamadas de "fábricas de bolos de frutas", enquanto na Austrália dos anos 1960 eram chamadas de "fábricas de frutas".
De 1942 a 1947, objectores de consciência nos EUA designados para hospitais psiquiátricos sob o Serviço Público Civil expuseram abusos em todo o sistema de cuidados psiquiátricos e foram fundamentais nas reformas das décadas de 1940 e 1950.

## Usos

### Strange fruit
Fruta estranha (em inglês, strange fruit) faz referência, na maioria das vezes, aos linchamentos de pessoas negras no Sul dos Estados Unidos, em relação à famosa canção de jazz com esse nome popularizada por Billie Holiday. "Fruit of the gibbet" (usado do século XVIII até o final do século XIX) refere-se a um homem enforcado e deriva da Lei de Halifax Gibbet, na qual um prisioneiro era executado primeiro, e sua culpa ou inocência era determinada posteriormente.
"A Strange Fruit" como uma canção e conceito tem sido usada na arte LGBT, incluindo um romance lésbico de 1944, um vídeo de Kyle Schickner em 2004, o espetáculo solo do artista e etnógrafo E. Patrick Johnson (que percorreu os Estados Unidos entre 1999 e 2004) e a versão e videoclipe da drag queen Monét X Change. A combinação do significado da canção e da história pejorativa da palavra para pessoas queer criou um subgênero de adaptações que abordam a interseção entre o racismo anti-negro e questões queer.
"Fruta Extraña", em espanhol, é um talk show com temática gay em espanhol e inglês no BronxNet, televisão aberta do Bronx. Eric Stephen Booth dirigiu o programa, bem como um dos programas mais antigos da televisão de acesso público do Bronx. "Strange Fruits", que o New York Times descreve como "uma explosão de 30 minutos de campo transgressor de gênero e intriga de baixo orçamento" que é " extravagantemente irreverente, descaradamente gay e repleta de homens de salto alto e meia-calça". A novela bizarra, às vezes de formato livre, foi ao ar de 1997 a 2007 e tem um elenco multirracial de atores cis-heterossexuais e LGBT. O programa foi "uma das poucas demonstrações públicas de homossexualidade em um bairro operário que é um bastião do machismo latino ". O programa também foi transmitido pela Manhattan Neighborhood Network e pela Queens Public Television.

### Fruit machine
A máquina de frutas (machine fruit) era uma máquina real construída para auxiliar na detecção de gays no serviço público canadense de 1950 a 1973. Ao discutir sua escolha de nomear uma retrospectiva de filmes e vídeos gays e lésbicos de Ontário em 1994 e depois reutilizar a frase em seu livro The Fruit Machine: Twenty Years of Writings on Queer Cinema, o crítico de cinema Thomas Waugh explica
No final dos anos cinquenta e início dos anos sessenta, nossos próprios Mounties, sempre conscientes das ameaças à segurança, encomendaram pesquisas sobre dispositivos mecânicos para detectar a homossexualidade, inspirados por pesquisas semelhantes nos [Estados Unidos], onde o macarthismo e o pânico sexual haviam criado um mercado para essa pseudociência lunática. A ideia era desmascarar os pervertidos medindo dilatações pupilares involuntárias e outras reações fisiológicas a imagens e palavras. Apelidada de "máquina de frutas" pelos Mounties heterossexuais apavorados que não queriam ser os cobaias e cuja segurança já estava ameaçada, a tecnologia veio em vários modelos propostos. Um envolvia respostas de transpiração a vocabulário com significados homossexuais como queen, circo, gay, bagpipe, sino, whole, cego, mãe, punk, queer, rim, sew, swing, trade, veludo, lobo, blackmail, prow, bar, house, 'club, restaurante, salão de chá e homens ativos.
Outros dispositivos envolviam mostrar aos sujeitos fotos de homens seminus e medir o movimento dos olhos ou a capacidade de atenção.
"Basicamente, eles mostravam slides suspeitos de homos de homens nus e mediam suas respostas (globos oculares dilatados, palmas das mãos suadas). As pobres almas suadas e dilatadas seriam então demitidas ou presas. Escusado será dizer que a máquina dos Mounties era uma pedra: depois de uma década de imprecisão de tirar o fôlego, foi remetida para as mariposas."
The Fruit Machine é um thriller da ITV Productions de 1988 sobre dois adolescentes gays de Brighton fugindo de um assassino do submundo e da polícia.
Em 8 de julho de 1992, o clube semanal The Fruit Machine para "queers, dykes e seus amigos" abriu no maior local de dança gay da Inglaterra, o Heaven, em Londres, e recentemente celebrou seu décimo quinto aniversário.

### Salada de frutas
Em 1º de junho de 1963, Alfred Chester, da The New York Review of Books, fez uma crítica extremamente desfavorável ao primeiro romance do autor gay John Rechy, City Of Night, sob o título depreciativo "Fruit Salad", incluindo especulações de que Rechy era um pseudônimo. . A história é de um traficante que busca o amor enquanto trabalha nas ruas de Nova York, Los Angeles e Nova Orleans. Mais tarde foi revelado que o livro era pelo menos parcialmente autobiográfico. O protagonista faz sexo com "homens por dinheiro, mas com mulheres para provar sua masculinidade intacta", com o livro explorando o sexo gay decadente e aqueles que lidam com seus aspectos criminosos. Mais de três décadas depois, Rechy reclamou, observando "Não sou mais jovem, entendo o ataque e protesto contra o abuso e sua recente extensão", referindo-se à reimpressão da crítica em uma coleção de resenhas de 1988, Seleções que foi novamente repetida, intacto, em 1996. Ele cita especificamente o título e acrescenta que Cidade da Noite tornou-se um best-seller internacional, nunca ficou esgotado, é ministrado em cursos de literatura e é considerado um clássico moderno. Em uma entrevista na Poets & Writers, foi revelado pelo ex-editor de Chester, Edward Field, que "o título da crítica ofensiva... não era de Alfred Chester, mas da New York Review of Books".
Na África do Sul, salada de frutas refere-se a genitálias masculinas enquanto em outros lugares pode se referir a um grupo de homens gays, um conjunto de medalhas e distintivos militares ou uma seleção de drogas (por causa das várias cores) ou mesmo uma mistura de maconha e haxixe chamada saladeira de frutas referindo-se ao cachimbo usado para fumar a mistura, os dois últimos no contexto de homens gays participando deles.

### Fruta congelada
Fruta congelada (frozen fruit) é uma gíria gay dos anos 1970 que significa um homem gay sexualmente desinteressado.

### Suck a Fruit for Anita
Na década de 1970, Anita Bryant tornou-se porta-voz do suco de laranja da Flórida, fazendo uma série de comerciais de televisão para eles. Ela também é amplamente conhecida por suas fortes opiniões contra a homossexualidade e por sua proeminente campanha Save Our Children para impedir a igualdade entre os homossexuais, anulando uma lei de direitos humanos do condado de Dade (agora condado de Miami-Dade) de 1977 que proibia a discriminação com base na orientação sexual. Bryant liderou uma campanha bem-sucedida, altamente divulgada, para revogar o decreto firmado sobre o que foi rotulado como crenças cristãs em relação à pecaminosidade da homossexualidade e à ameaça percebida de recrutamento homossexual de crianças e abuso sexual infantil. A campanha foi o início de uma oposição organizada aos direitos dos homossexuais que se espalhou por todo o país e muitos consideram-na como um segundo Stonewall a mobilizar as pessoas LGBT para saírem dos seus armários. Jerry Falwell foi a Miami para ajudá-la e Bryant fez as seguintes declarações durante a campanha: "Como mãe, sei que os homossexuais não podem reproduzir crianças biologicamente; portanto, eles devem recrutar nossos filhos" e "Se os gays tiverem direitos, a seguir nós vou ter que dar direitos às prostitutas e às pessoas que dormem com São Bernardos e aos roedores de unhas. Em resposta, os ativistas gays responderam com o slogan Chupe uma fruta para Anita, brincando com as palavras para sugerir que o sexo oral ("Chupar") com outros gays ("Fruta") era uma resposta apropriada.

### Fruit loops
Jonathon Green, autor do Dicionário de Gíria de Cassell, lista várias definições para "Fruit Loops", incluindo o laço na parte de trás do colarinho da camisa de um homem que pode ser usado para "manter uma vítima pronta para a sodomia" (por volta de 1980 em campi universitários), homens gays e uma área onde eles se encontram e navegam uns aos outros. "Fruit Loop" também pode se referir a um conjunto de bares, lojas e negócios gays como o "Paradise Fruit Loop" de Las Vegas, perto da Las Vegas Strip. Um Fruitloop também pode se referir a uma pessoa considerada louca.
Fruit Loops, (também singular Fruit Loop e Fruitloops, também são Freedom Rings), um conjunto de seis anéis de metal com as cores do arco-íris usados como colares, pulseiras, etc., para simbolizar o orgulho gay ou a solidariedade com as pessoas LGBT que foram popularizados na década de 1990. . Para o Dia Nacional de Sair do Armário (Estados Unidos, realizado em 11 de outubro), os alunos fizeram versões caseiras dos "anéis da liberdade" com o verdadeiro cereal Froot Loops .Como arrecadação de fundos, um grupo de estudantes LGBT fez uma guloseima para Rice Krispies usando cereal Froot Loops e os chamou de "Barras Gays Frutadas".

### Fruit punch
Fruit Punch foi um dos primeiros programas de rádio gay nos Estados Unidos, e possivelmente no mundo, que foi ao ar semanalmente de 1973 a 1979 na estação de rádio KPFA de Berkeley, a primeira emissora de rádio apoiada pelo ouvinte em os Estados Unidos. O áudio do programa é arquivado pela Sociedade Histórica GLBT de São Francisco.

### Barraca de frutas
Na África do Sul, uma barraca de frutas é um bar gay, enquanto nos EUA é uma área para pegar prostitutos gays.
Em 1983, Frank Robinson, então técnico do San Francisco Giants, brincou que o time está planejando ter uma seção de assentos especial para gays . “Em vez de uma arquibancada ”, diz ele, “vamos chamá-la de barraca de frutas”.
Falando da "celebrada fag hag" e ex- superestrela de Warhol Dorothy Dean, a autora Hilton Als escreve que (ela) "reinava, com crueldade e compaixão, sobre aquele local da cultura gay urbana que ela chamava de 'barraca de frutas'". Não está claro se ela estava se referindo ao The New Yorker, onde trabalhava, ou a Manhattan, onde socializava.

### Laranjas não são a única fruta
Oranges Are Not the Only Fruit é um romance de 1985 de Jeanette Winterson que ela posteriormente adaptou para um drama de televisão da BBC. É sobre uma menina lésbica que cresce em uma comunidade extremamente religiosa . A personagem principal é uma jovem chamada Jeanette (Jess na série de TV) que é adotada por evangelistas, que acreditam que ela está destinada a se tornar uma missionária. Porém, Jeanette se vê sujeita a desejos e sentimentos que contrastam com as crenças da igreja evangélica. Por causa desses sentimentos, ela se vê sujeita a práticas horríveis e exorcismos, incentivada por sua mãe e pelos amigos de sua mãe.
O romance entrelaça passagens bíblicas, explorando assim a tensão que muitas pessoas LGBT têm com a religião organizada e o cristianismo em particular. A frase "Seja frutífero e multiplique-se " foi citada para apoiar teorias de que Deus não acredita nos direitos dos homossexuais, que as pessoas LGBT não nascem como tal e, em vez disso, fizeram uma escolha de estilo de vida e que Deus não aprova a homossexualidade.

### Frutas tropicais
Frutas Tropicais é o nome de um grupo comunitário LGBT em Lismore, no norte de NSW da Austrália, que organiza uma série de reuniões ao longo do ano, culminando em uma festa anual de vários dias na véspera de Ano Novo . Eles começaram em 1988 e atraem viajantes internacionais para o meio do mato australiano com atendimento de 3.500 pessoas. “Temos oldies, youngies, fairies, muscle marys, travestis, queens, vanilla dykes, butch dykes, femme dykes, Michaels – é assim que chamamos os vanilla boys”, ela ri, “e todos nós saímos aqui juntos. Nossas festas são muito camp, muito queer – nós abraçamos a mistura queer completa.” 

### Suco de fruta
Fruit Juice é o nome de uma revista fundada em 1988 por "duas sapatonas e dois poofters" em Lismore, no norte de NSW da Austrália, que foi um ponto focal para a formação do grupo comunitário Tropical Fruits. Também pode se referir ao sêmen de ou de um homem gay.
Esse apelido também é dado a Chris, em Everybody Hates Chris.

### Fruit fly
Pessoas que se associam a lésbicas, gays, bissexuais e transexuais podem ser chamadas de moscas da fruta (junto com morcegos frugívoros), independentemente do sexo. A mosca da fruta também pode se referir a um homem gay.
Mulheres associadas a machos gays também são conhecidas como fag hags, enquanto os homens associados a lésbicas são conhecidos como dyke tykes, meninos holandeses, lesbros ou lezbros.
Na África do Sul, a definição parece mais rigorosa como uma mulher com apenas amigos gays do sexo masculino enquanto na cultura filipina "mosca da fruta" é baseada em uma metáfora de uma mulher zumbindo em torno de homens gays.